# Bobby Wilson (tennista)
Robert Keith Wilson, detto Bobby (Hendon, 22 novembre 1935 – Hendon, 21 settembre 2020) è stato un tennista britannico.

## Carriera
Da juniores ha conquistato il torneo di Wimbledon 1952, con il torneo londinese ha mantenuto un ottimo rapporto partecipando a venticinque edizioni consecutive dal 1952 al 1977 nelle varie discipline. In singolare ha raggiunto sette volte i quarti di finale nei tornei dello Slam, l'anno migliore è stato il 1963 quando riuscì ad arrivare tra i primi otto sia a Parigi che a Londra e New York.
Ha raggiunto la finale di Wimbledon 1960 nel doppio maschile in coppia con Mike Davies ma ne sono usciti sconfitti, in Coppa Davis ha rappresentato il Regno Unito in ben sessantuno incontri vincendone quarantuno.

## Statistiche

### Tornei dello Slam

#### Finali perse (1)
| N. | Anno | Torneo            | Superficie | Compagno    | Avversari in finale         | Punteggio      |
| 1. | 1960 | Wimbledon, Londra | Erba       | Mike Davies | Rafael Osuna Dennis Ralston | 5-7, 3-6, 8-10 |